# Normand Toupin
Normand Toupin, né le 21 novembre 1933 à Saint-Maurice, est un homme politique québécois et ancien député libéral à l'Assemblée nationale du Québec.

## Biographie

### Jeunesse et formation
Normand Toupin a travaillé sur la ferme familiale de 1953 à 1956. Il a par la suite été dirigeant permanent des Jeunesses rurales catholiques de 1956 à 1960. De 1960 à 1965, il a été directeur régional de l'Union catholique des cultivateurs (UCC) pour la région de l'Abitibi, et de la Mauricie de 1965 à 1970. Il a également été chargé de cours aux agriculteurs sur le fonctionnement des coopératives agricoles sous la responsabilité du ministère de l'Éducation et de l'UCC de 1968 à 1970.
Il a aussi suivi des cours en administration et en mise en marché à l'UCC en collaboration avec l'Université de Montréal en 1969 et en 1970.

### Expérience politique
Élu sous la bannière libérale en 1970 et réélu en 1973 dans la circonscription de Champlain, Normand Toupin fut ministre de l'agriculture et de la colonisation, ministre de l'agriculture et ministre des terres et forêts. Il est battu en 1976.

### Vie après la politique
Normand Toupin a suivi le cours en sciences immobilières en évaluation et en financement hypothécaire donné par le Service de courtage immobilier en 1977 et en 1978. Il a ensuite été président de la Société immobilière des travaux publics chargée de la gestion du territoire exproprié de Mirabel de 1977 à 1980, puis agent immobilier pour le Trust Royal de 1977 à 1981. Il a également exercé les fonctions de directeur général de la Caisse d'établissement de la Mauricie et membre de l'exécutif de la Fédération des caisses d'établissement de 1982 à 1986. De 1987 à 1996, il exploite une érablière en Mauricie de 1987 à 1996.
Il a également été coanimateur de l'émission C'est ça la vie à la télévision communautaire de la Mauricie de 1997 à 2004. Pendant sa carrière, il a été président de plusieurs organisations.

## Distinctions
- Commandeur d'office de l'Ordre national du mérite agricole (1970).
- Nommé membre du Temple de la renommée de l'agriculture du Québec en juillet 1995.